# 書根麻呂
書 根麻呂（ふみ の ねまろ）は、飛鳥時代の人物。氏は文とも、名は尼麻呂、祢麻呂とも書く。姓は首、後に連、忌寸。官位は従四位下・左衛士府督。贈正四位上。子に馬養がいる。
672年の壬申の乱で、大海人皇子方の将として近江方面で戦った。江戸時代に墓が発掘され、後に埋葬品が国宝に指定された。

## 出自
書氏（文首、文連、文忌寸）は漢の高祖（劉邦）の後裔で応神朝に来朝した王仁の子孫である西文氏の宗家。

## 壬申の乱での活躍
『日本書紀』によれば、壬申の乱が勃発したとき、根麻呂は大海人皇子の舎人であった。6月24日に皇子が挙兵を決断して吉野宮を去り、東に向かったとき、付き従う者はその妻子と舎人ら20数名、女官10数名しかいなかった。書根麻呂はこの一行の中にいた。
無事に美濃国に辿り着き、兵力を集めた大海人皇子は、7月2日に軍勢を二手にわけて、近江国に直行する部隊と倭（大和国）に向かう部隊に進発を命じた。書根麻呂は村国男依、和珥部君手、胆香瓦安倍と共に近江に向かう将となった。彼等は7月7日に息長の横河で近江を破ったのを皮切りに、9日には鳥籠山で、13日に安河浜で勝利を重ねて前進した。17日には敵の本拠である近江大津京のそばで栗太の軍を破り、22日に瀬田に到達した。この日の戦いで大友皇子が指揮した大軍は敗れた。翌日大友皇子は自殺し、内乱は終結した。

## 功臣のその後
『日本書紀』には、天武天皇元年（672年）12月4日に勲功ある人を選んで冠位を増し、小山位以上をあたえたとする記事があるので、根麻呂もこれと同じかそれ以上の位を受けたと思われる。また、文尼麻呂が過去の論功で100戸の封戸を与えられたことが、『続日本紀』大宝元年（701年）7月21日条に見える。
天武天皇12年（683年）9月23日に、文首など38氏が連の姓を与えられた。天武天皇14年（685年）6月20日に、文連など11氏が忌寸の姓を与えられた。
後に発掘された墓誌から、書根麻呂が最終的に左衛士府督となったことがわかる。衛士府の督（長官）は武官の要職である。
慶雲4年（707年）に文祢麻呂は死んだ。死亡時の位階は従四位下であった。元明天皇は、使者を遣わして詔を述べさせ、壬申の年の功により正四位上と絁（あしぎぬ、絹布の一種）・布を贈った。『続日本紀』のこの記事では10月24日に卒したとあるが、後述する墓誌では9月21日である。

## 墓

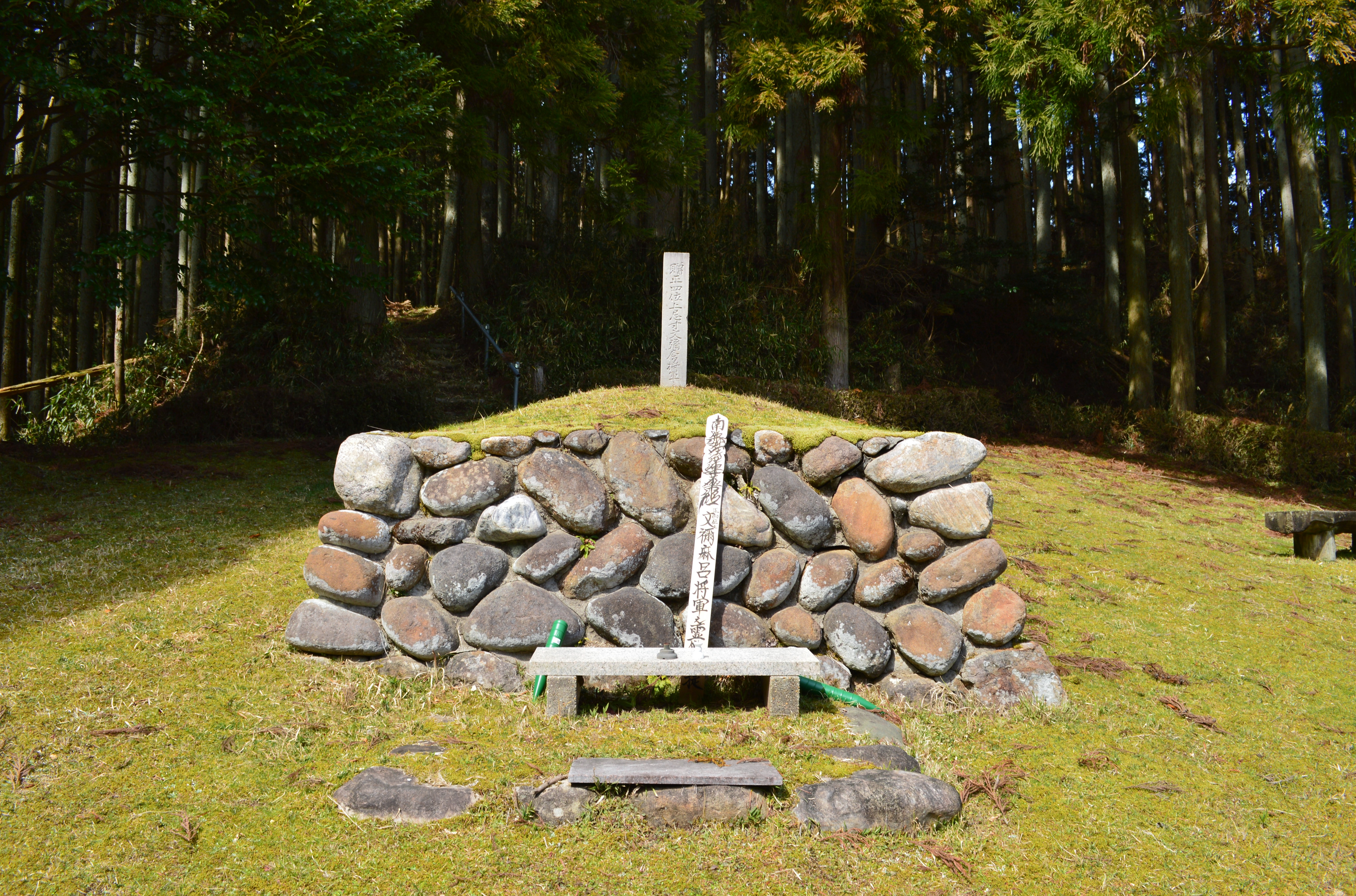
文祢麻呂墓（奈良県宇陀市）

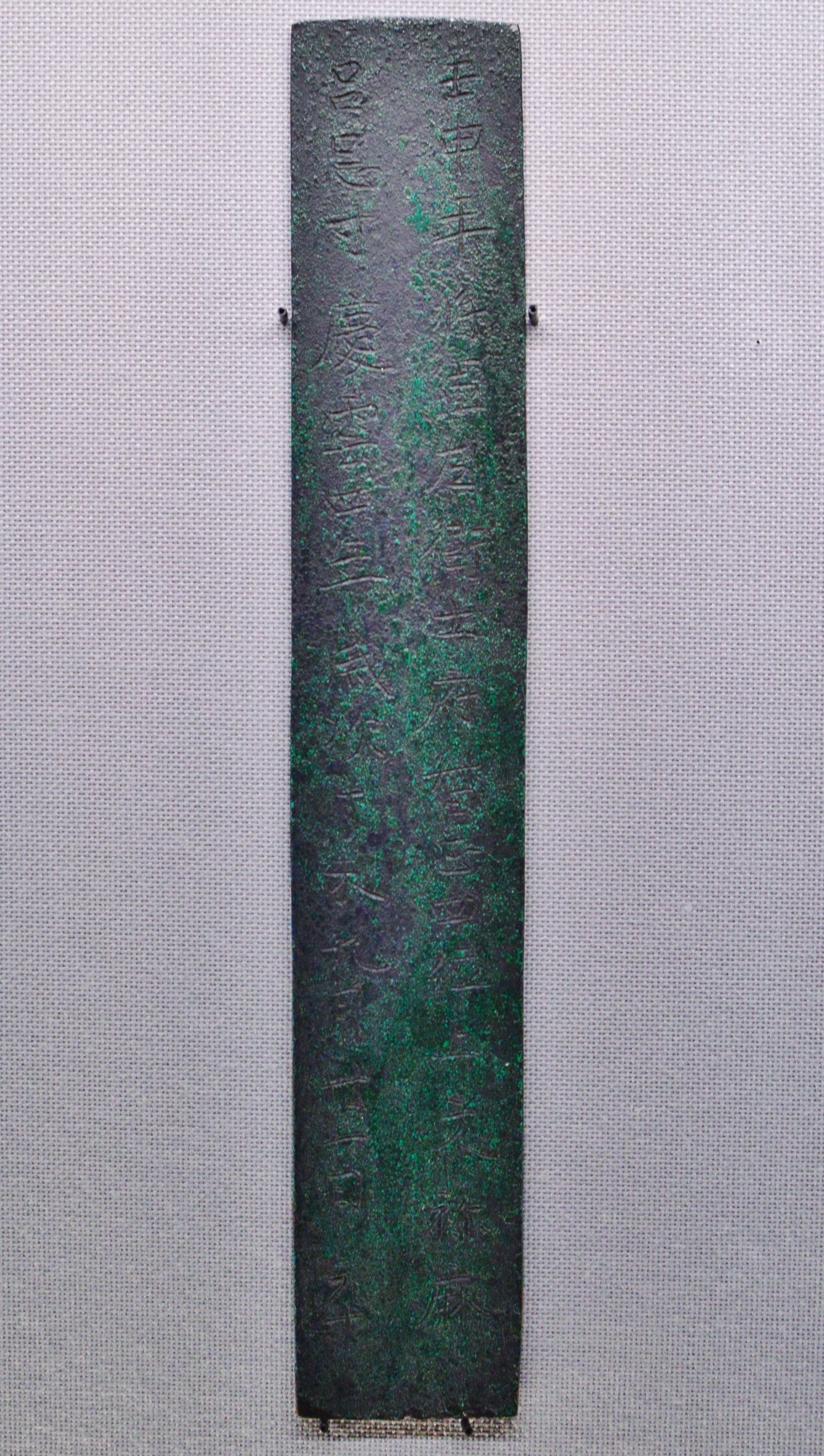
墓誌（国宝）東京国立博物館展示。

江戸時代の1831年（天保2年）9月に、文祢麻呂の墓碑が発掘された。場所は現在の奈良県宇陀市榛原八滝である。火葬した骨は、ガラスの壺の中におさめられ、それが布でくるまれてさらに金銅製の壺におさめられていた。銅の箱に入った銅製の墓誌板には
とあった。その後墓は埋め戻され、出土品は地元の龍泉寺に納められた。1952年（昭和27年）国宝に指定され、現在は東京国立博物館が所蔵している。
1982年（昭和57年）に再調査が行われ、墓誌出土場所のすぐそばで墓の跡が見つかり、「文祢麻呂墓」として1984年（昭和59年）4月5日に国の史跡に指定された。

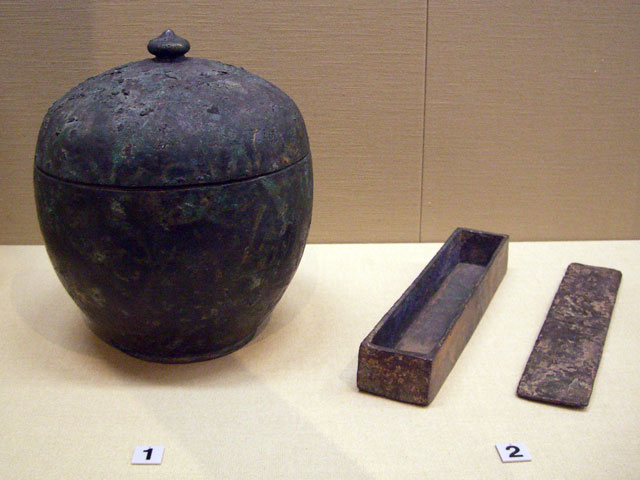
金銅製骨壺・銅箱（国宝） 東京国立博物館展示。
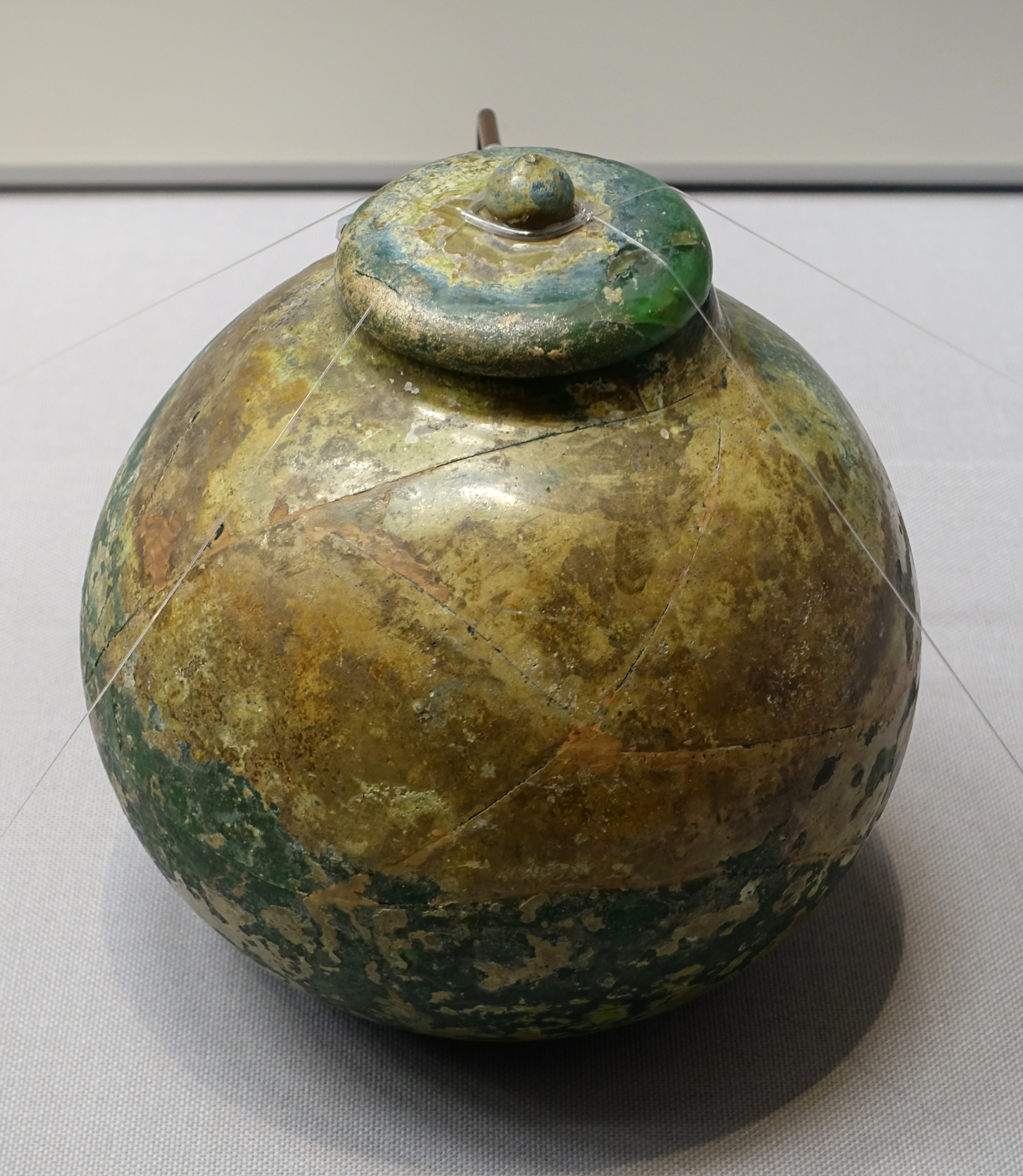
緑瑠璃壺（国宝） 東京国立博物館展示。

## 文化財

### 国宝
- 文祢麻呂墓出土品（考古資料）
奈良県宇陀郡内牧村大字八滝出土。明細は以下。独立行政法人国立文化財機構所有、東京国立博物館保管。
1952年（昭和27年）7月19日に国の重要文化財に指定、1952年（昭和27年）11月22日に国宝に指定[3]。
  - 銅板墓誌 1面 - 慶雲四年九月廿一日卒在銘。
  - 銅箱 1合
  - 緑瑠璃壺 1口
  - 金銅壺 1口

### 国の史跡
- 文祢麻呂墓 - 1984年（昭和59年）4月5日指定[4]。